# Cosmos bipinnatus
Espèce
Cosmos bipinnatus (le Cosmos bipenné) est une espèce de plantes à fleurs de la famille des Asteraceae.
C'est une plante herbacée de taille moyenne, originaire du Mexique, du Guatemala et du Costa Rica. Elle est cultivée dans les jardins, mais on la trouve également à l'état sauvage dans une grande partie de l'Amérique du Nord.

## Description

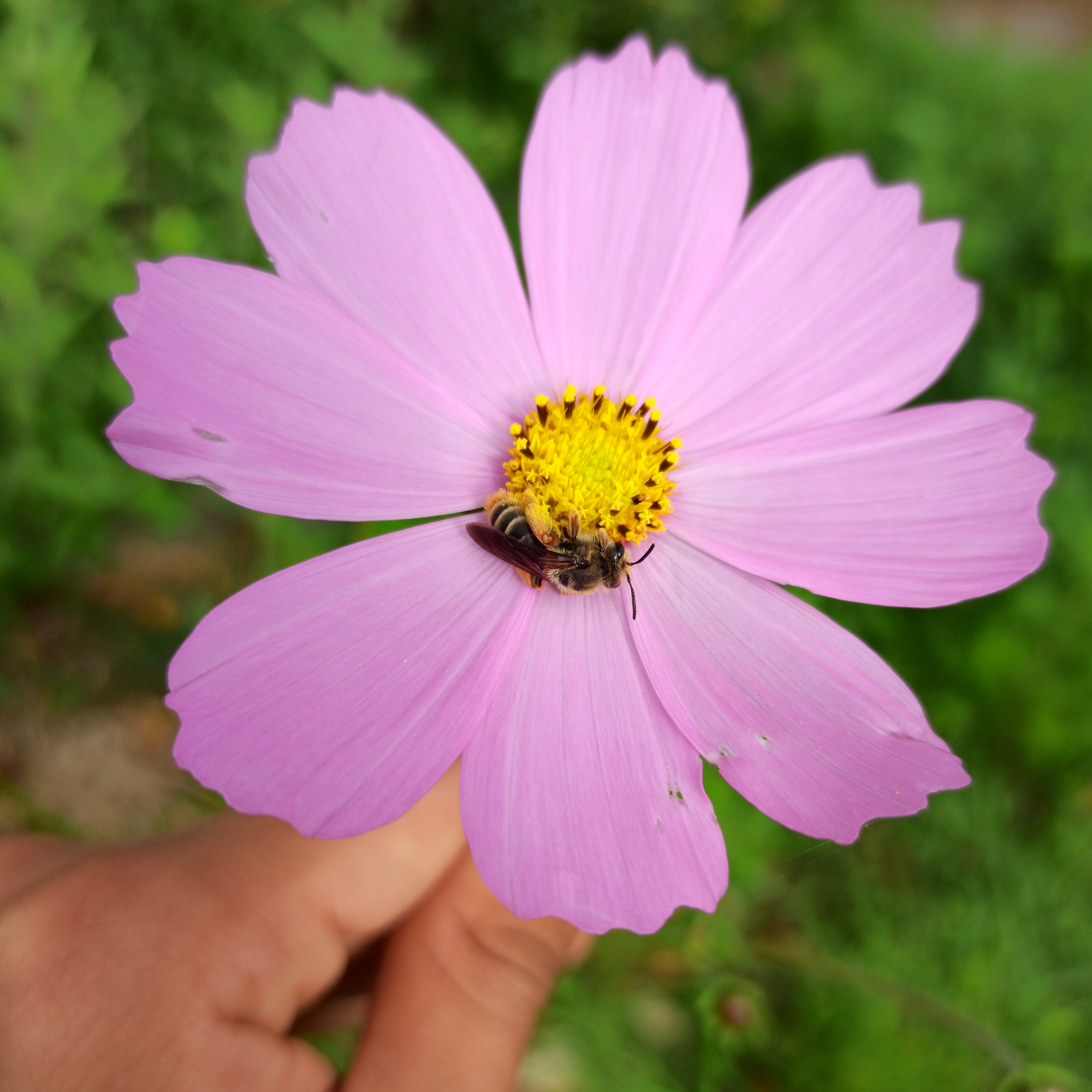
Détail.

Cette plante est annuelle. Elle se reproduit par un ensemencement abondant. Sa hauteur varie de 60 à 120 cm. Son feuillage est finement découpé en segments filiformes de largeur 0,5 à 1 mm.
Lors de la floraison, la plante peut s'affaisser sous son poids. Ce problème peut être résolu en groupant les pieds de telle sorte que les feuilles s'accrochent entre elles. Les fleurs ont un diamètre de 5 à 7 cm, et des couleurs variées selon les cultivars.
Les akènes sont noirâtres, et lisses ou court-hérissées. Leur forme est linéaire et en fuseau.

## Cultivars
Les Cosmos bipinnatus sont blancs, roses, rouges ou cramoisis. Il existe de nombreux cultivars :
- le Dazzler atteint 90 cm avec des fleurs cramoisies.
- le Daydream est rose pâle avec le centre rose foncé, il atteint 90 cm.
- le Early Sensation giant est une variété originale qui atteint des tailles de 90 à 120 cm. C'est le cosmos qui se ressème le plus facilement et que l'on rencontre un peu partout.
- le Imperial pink est un tétraploïde de 90 cm qui porte de très grosses fleurs rose vif avec centre foncé.
- le Picotee est blanc avec le tour des ligules rouge rosé, il atteint 120 cm.
- le Psyché porte des fleurs simples et semi-doubles et atteint 120 cm.
- le Radiance et Pinkie est rose foncé avec un centre cramoisi, il atteint 90 cm.
- le Seashell est très différent. Les ligules sont tubulaires et atteint 90 cm.
- le Sonata est un cosmos nain qui atteint à peine 50 cm. Dans les teintes habituelles de blanc, rose et rouge.
- le Vega est un cosmos de 60 cm environ. Variété demi-naine appréciant les expositions au soleil ou en mi-ombre, de couleur blanche, rose pâle, ou rose franc.
- le  Versailles est un tétraploïde de 100 cm qui porte de grosses fleurs dans différentes teintes dont on peut avoir les graines  par choix de couleur.

## Culture
- la germination prend 7 à 10 jours pour une température optimale de 24 °C.
- la floraison débute 60 à 90 jours après la germination.
- la plante préfère un sol de pH compris entre 6 et 8,5, qui correspond à son habitat d'origine dans les régions alcalines de l'Amérique centrale.
- la meilleure floraison est obtenue en plein soleil. Une exposition à mi-ombre est également tolérée.
- la culture est facile. La plante tolère la sécheresse après germination, est peu sujette aux maladies. Elle est toutefois la cible des pucerons.

Les fleurs attirent les oiseaux et les papillons, dont le monarque.

## Galerie

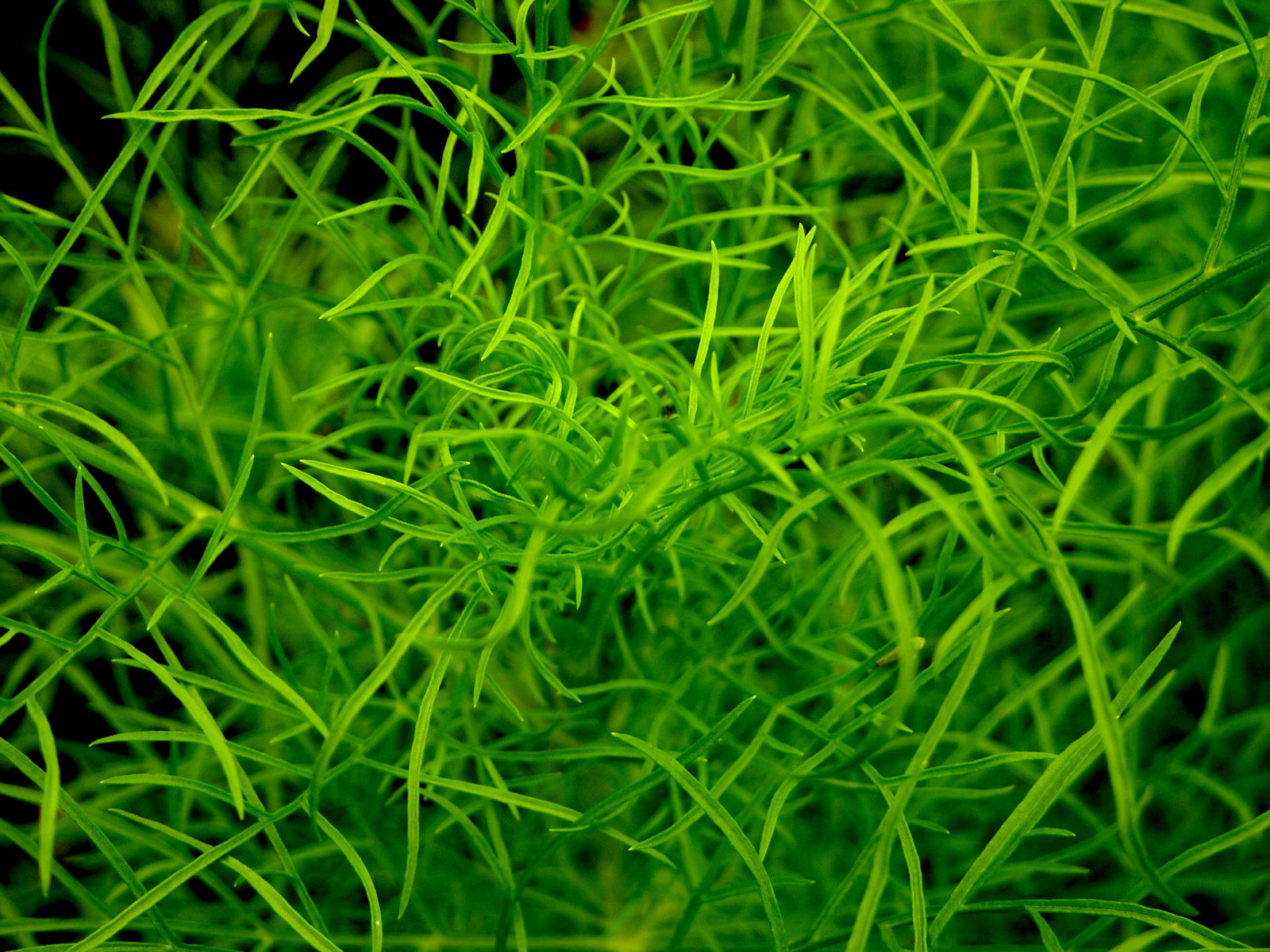
Les feuilles caractéristiques de la plante
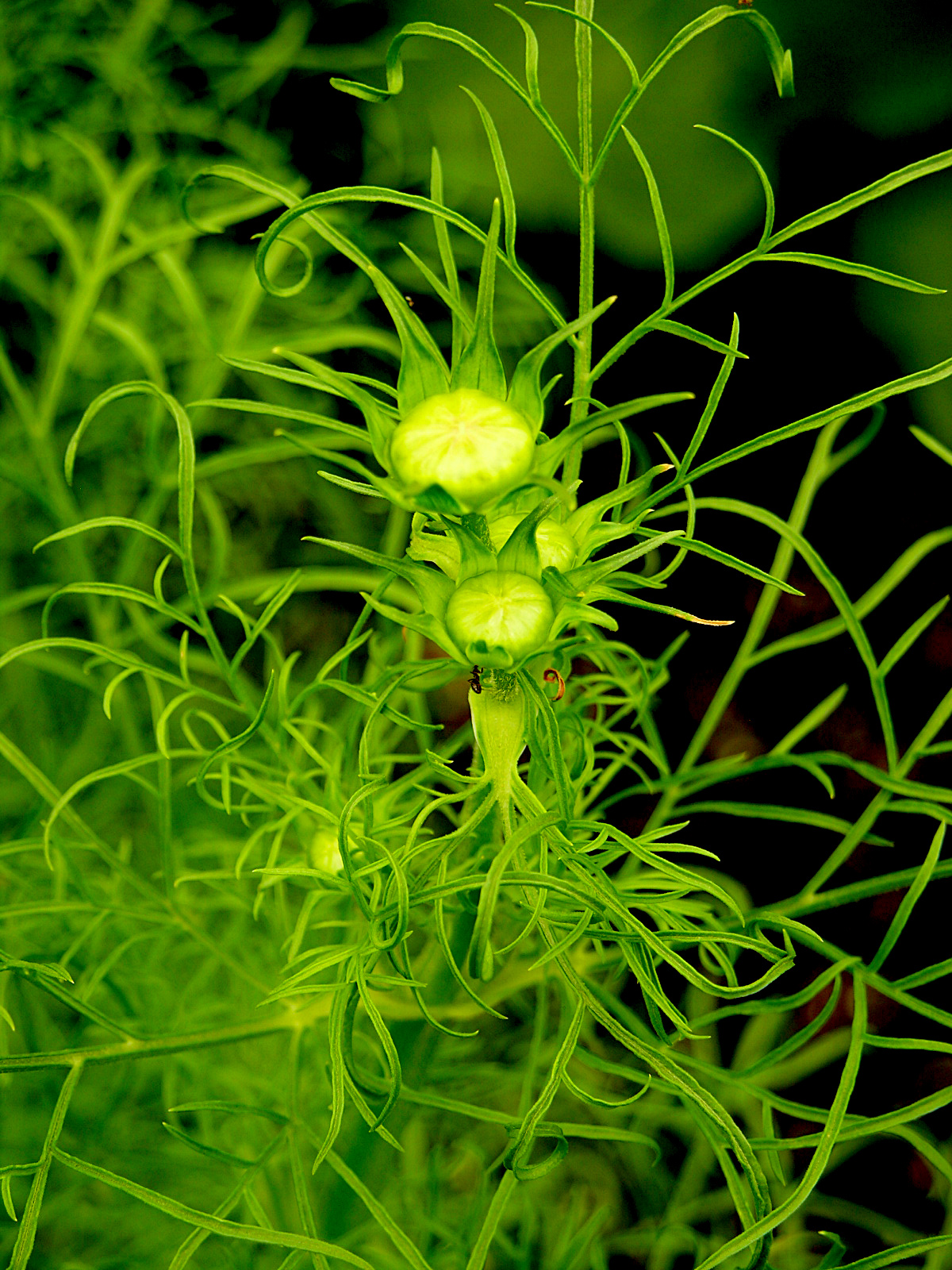
Capitules en voie d'éclosion
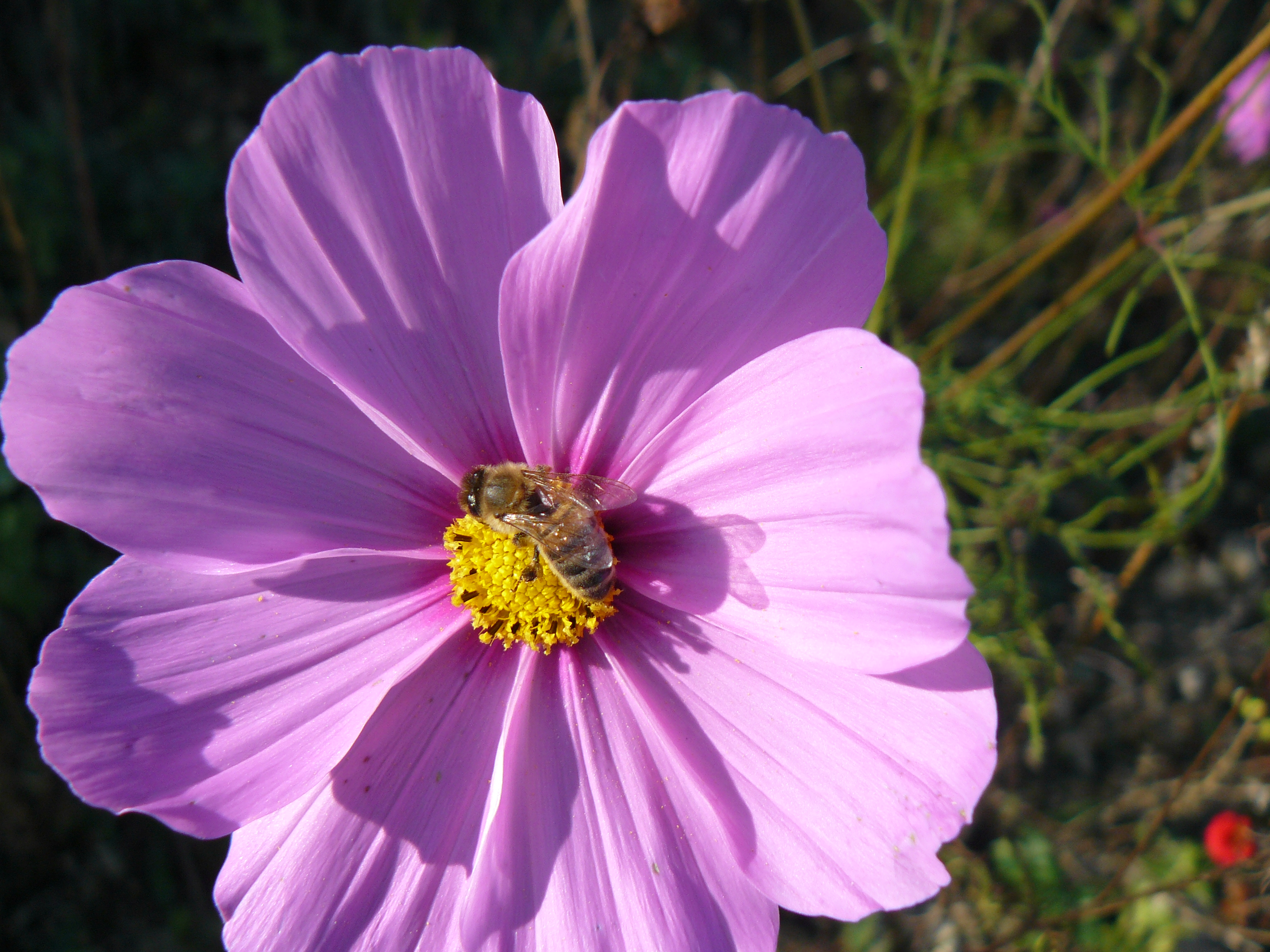
Capitule
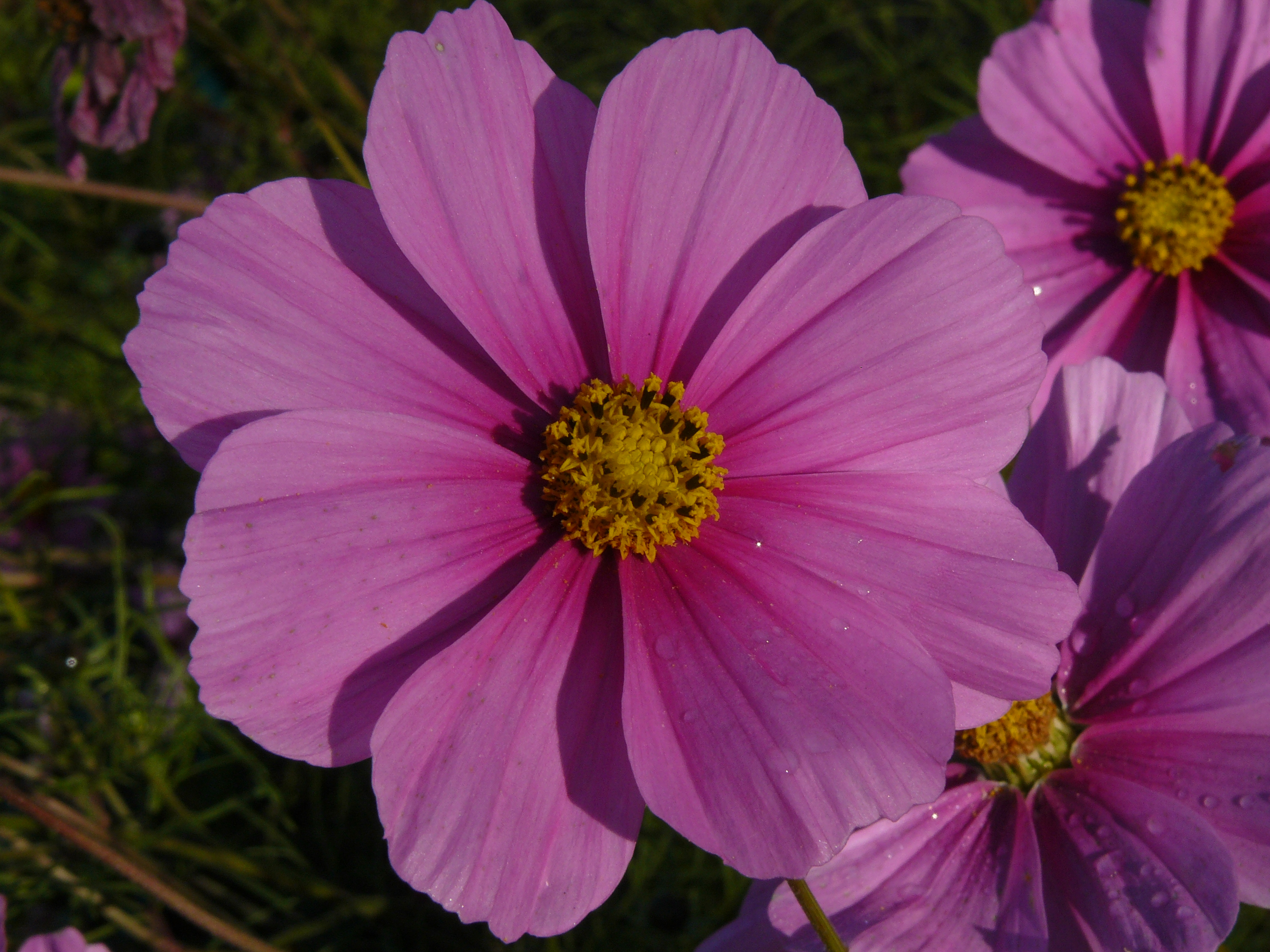
Capitule
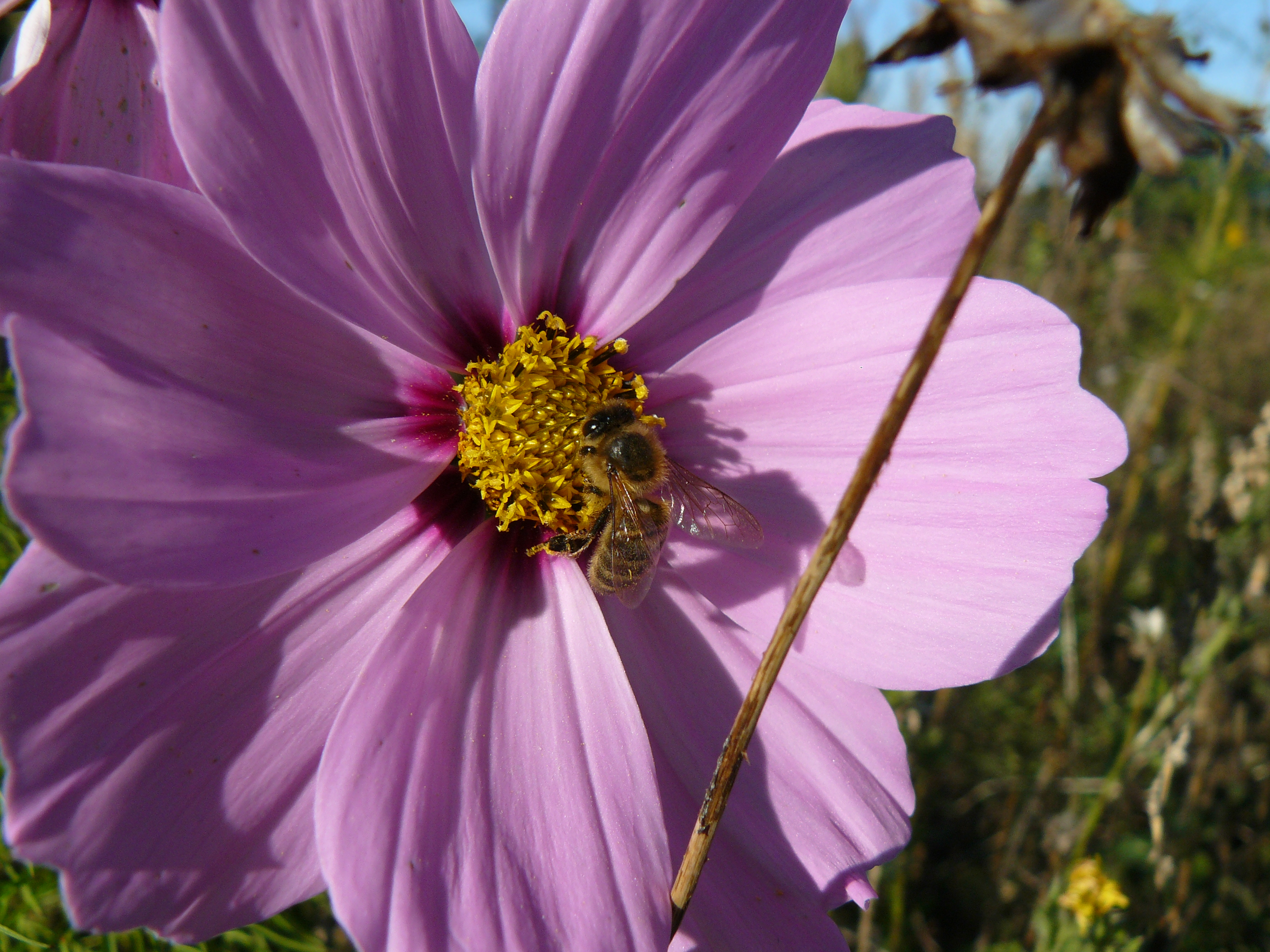
Capitule
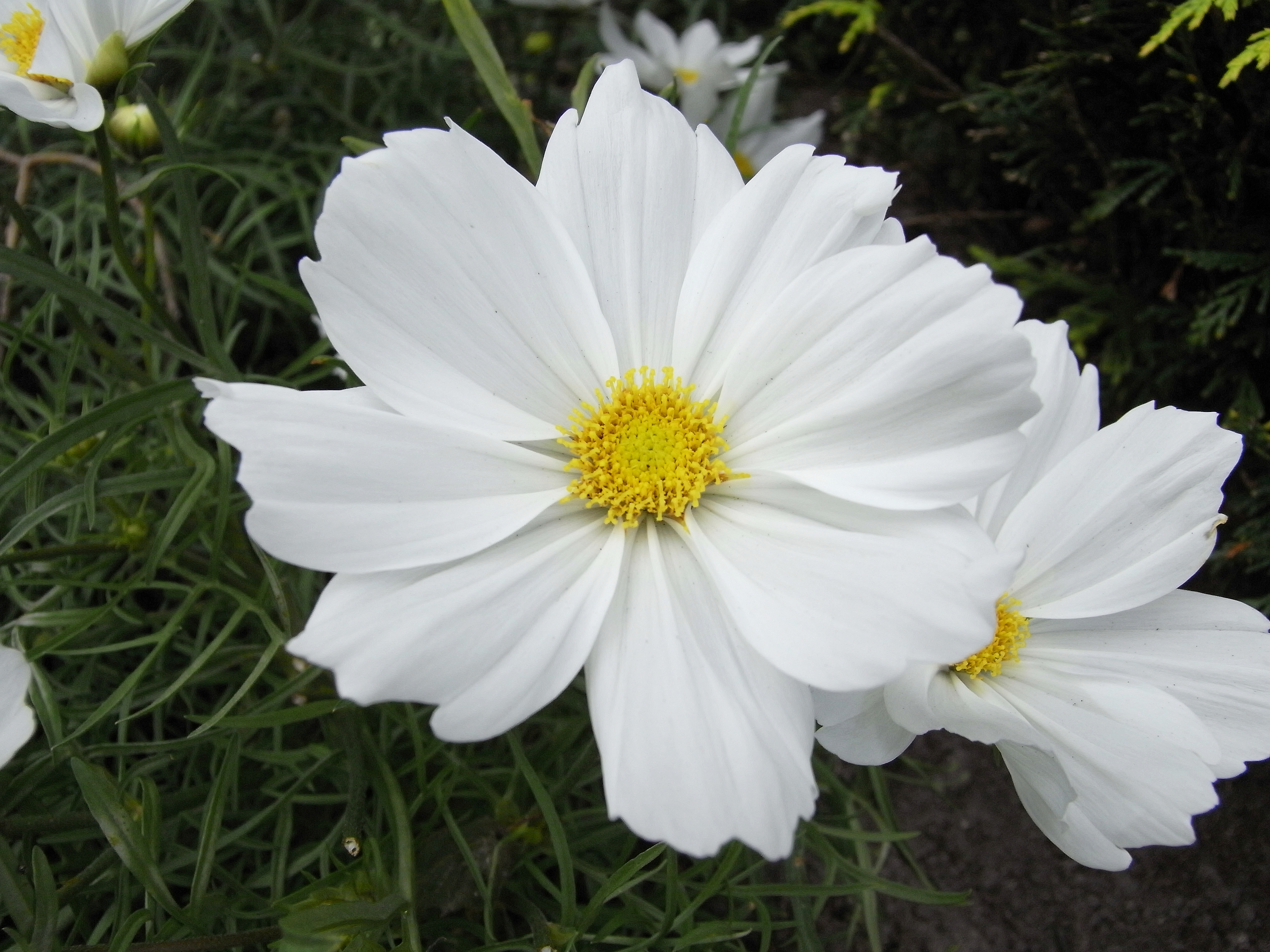
Fleurs blanches
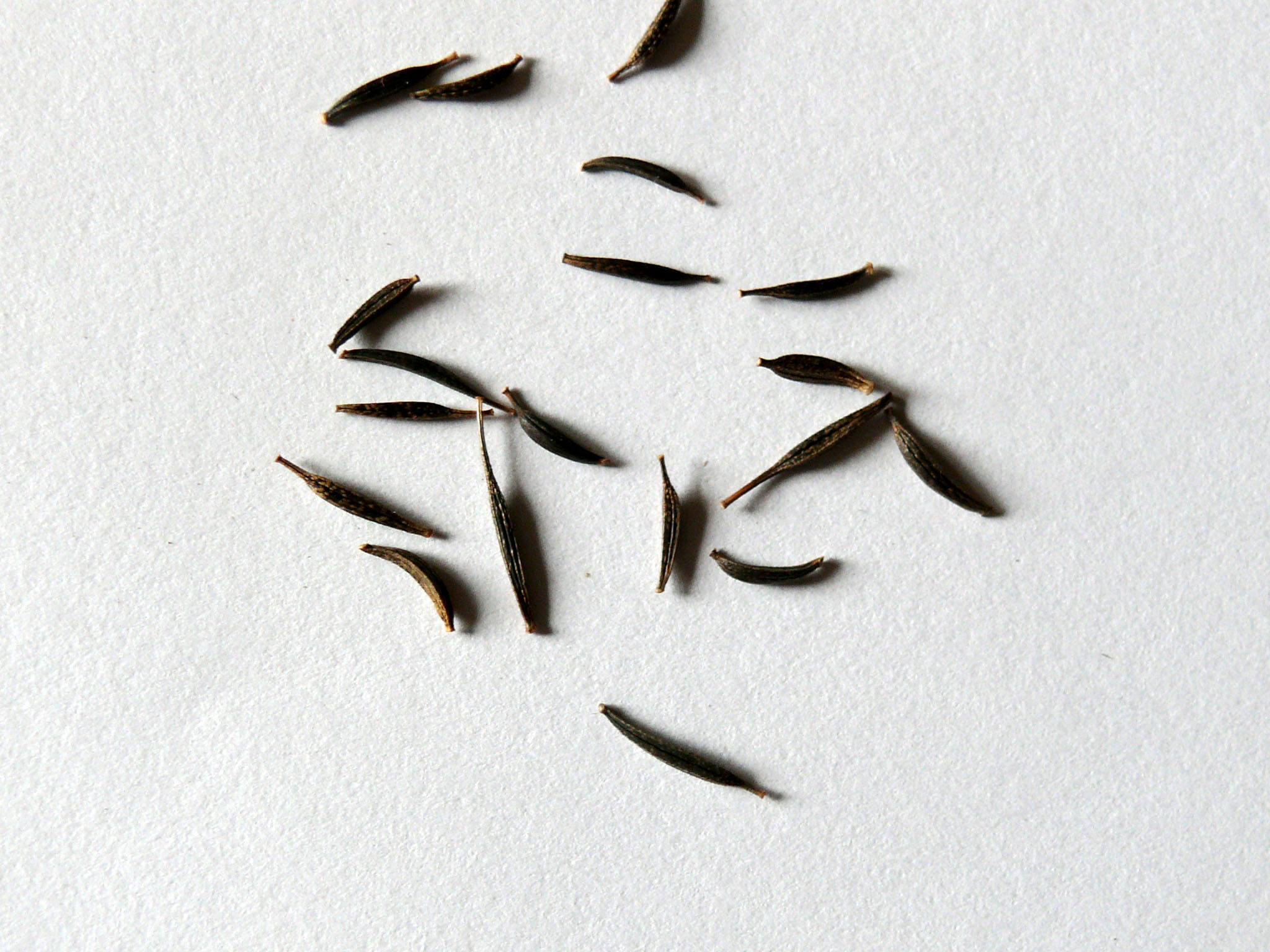
Akènes
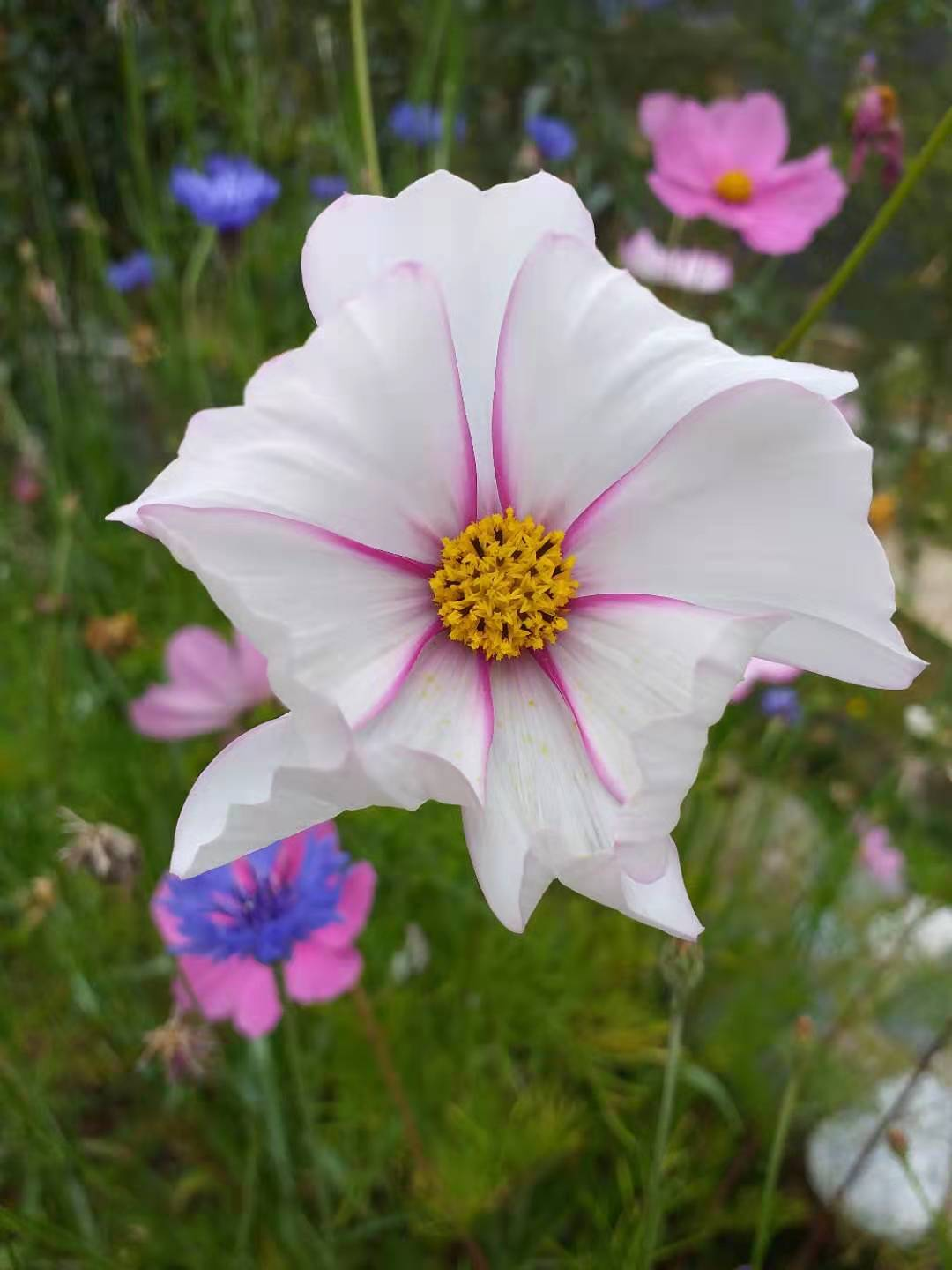
La Grande Vallée de Shangri-La, Yunnan, Chine.
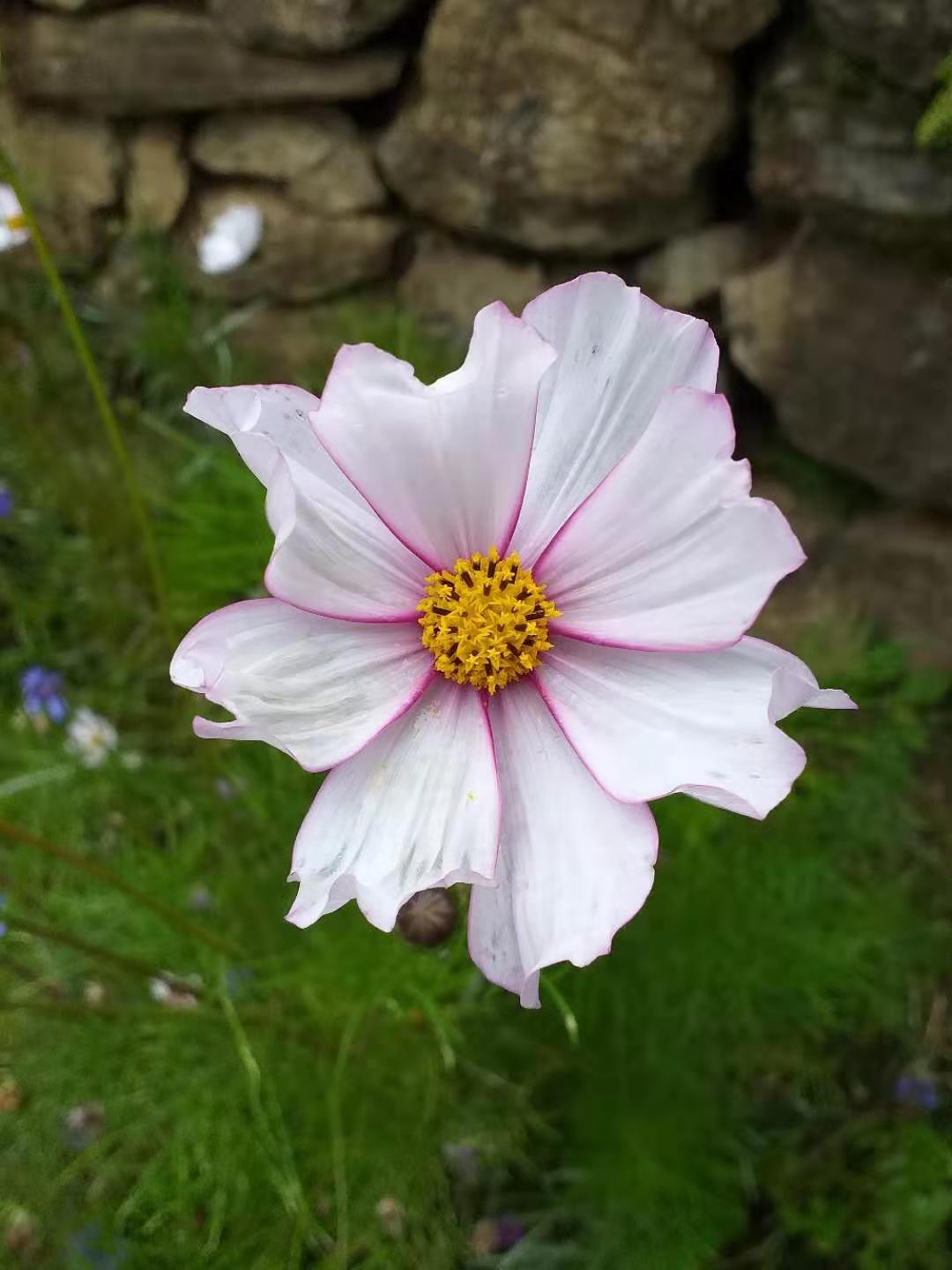
La Grande Vallée de Shangri-La, Yunnan, Chine.
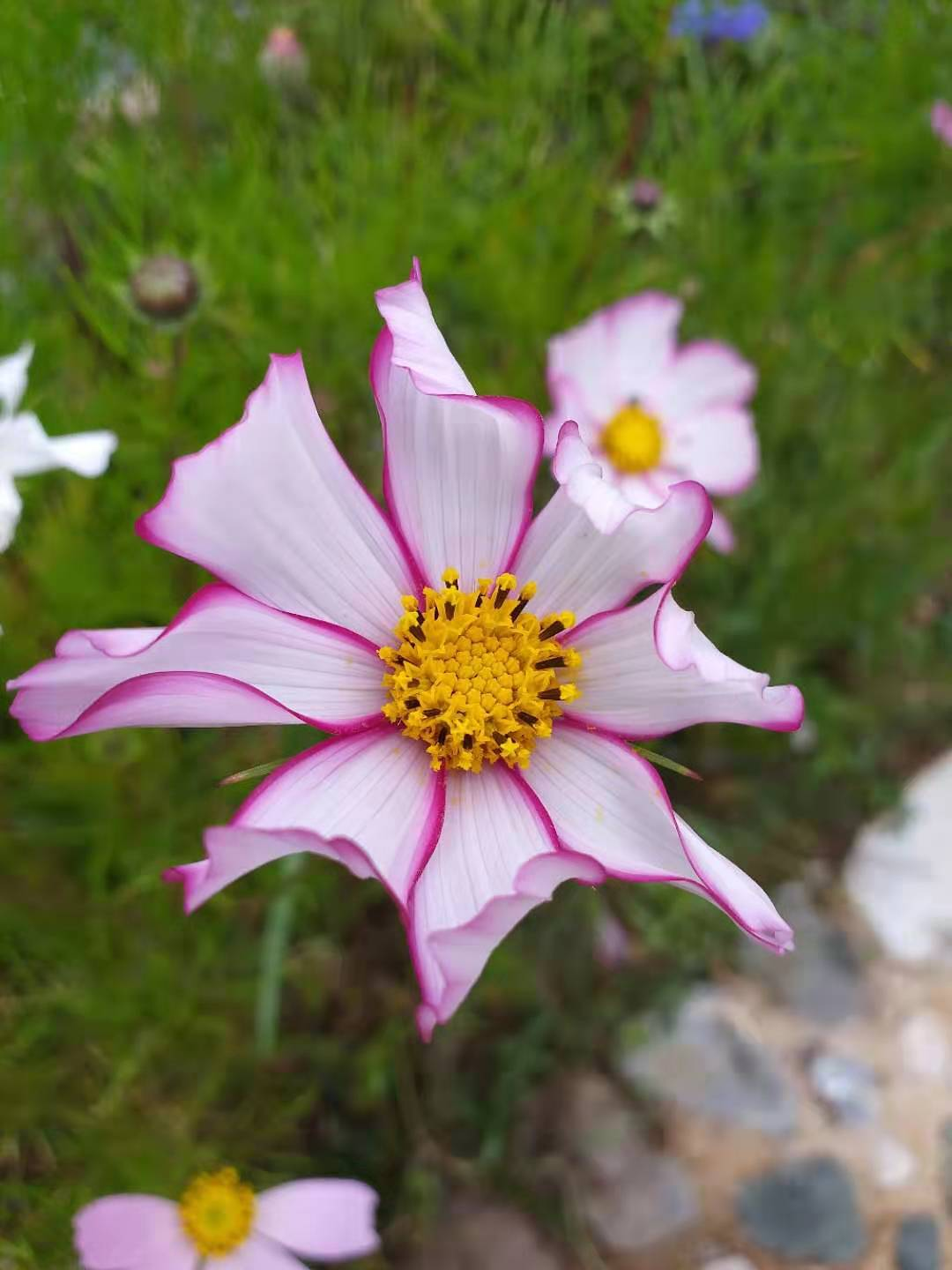
La Grande Vallée de Shangri-La, Yunnan, Chine.
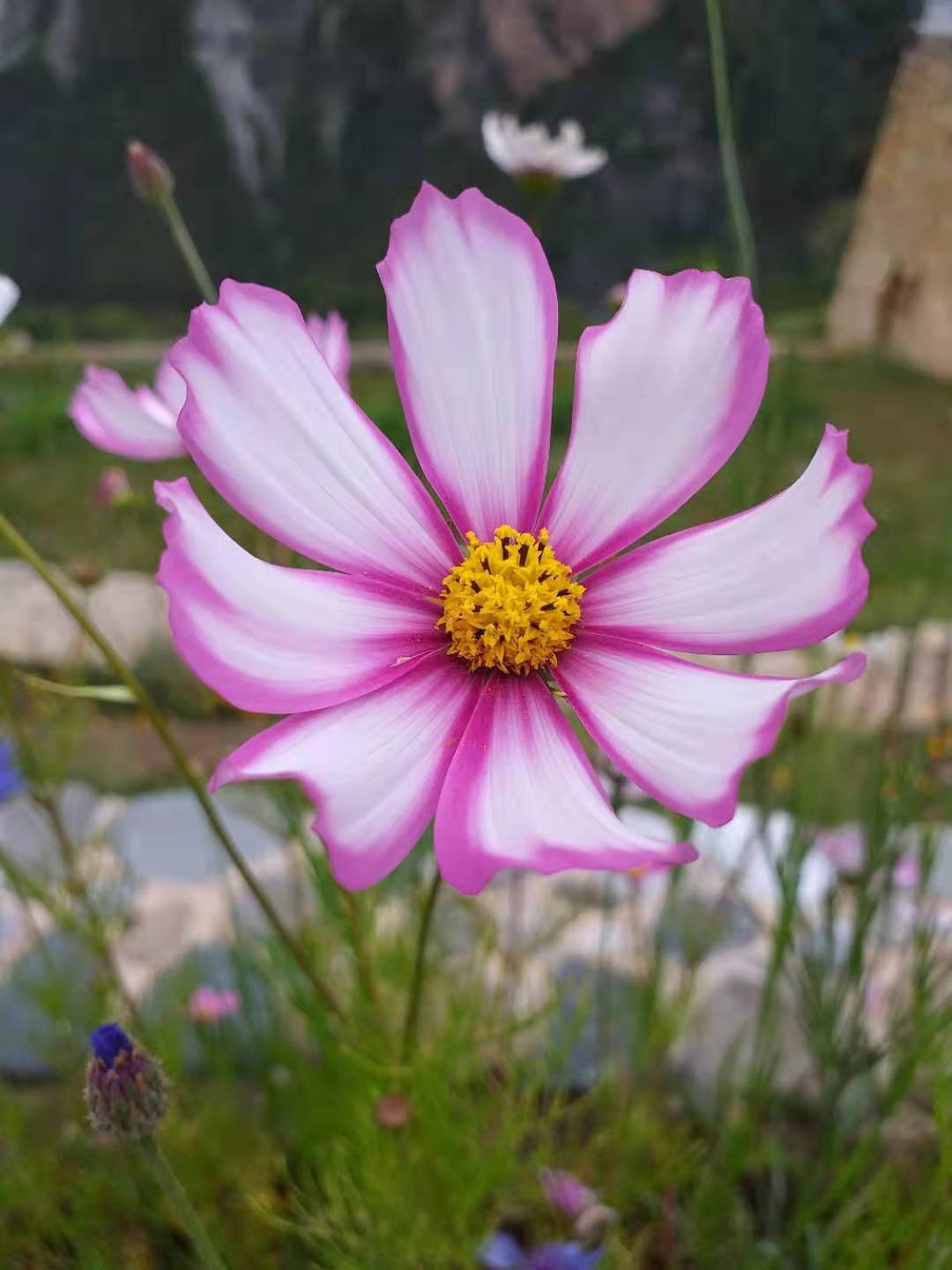
La Grande Vallée de Shangri-La, Yunnan, Chine.
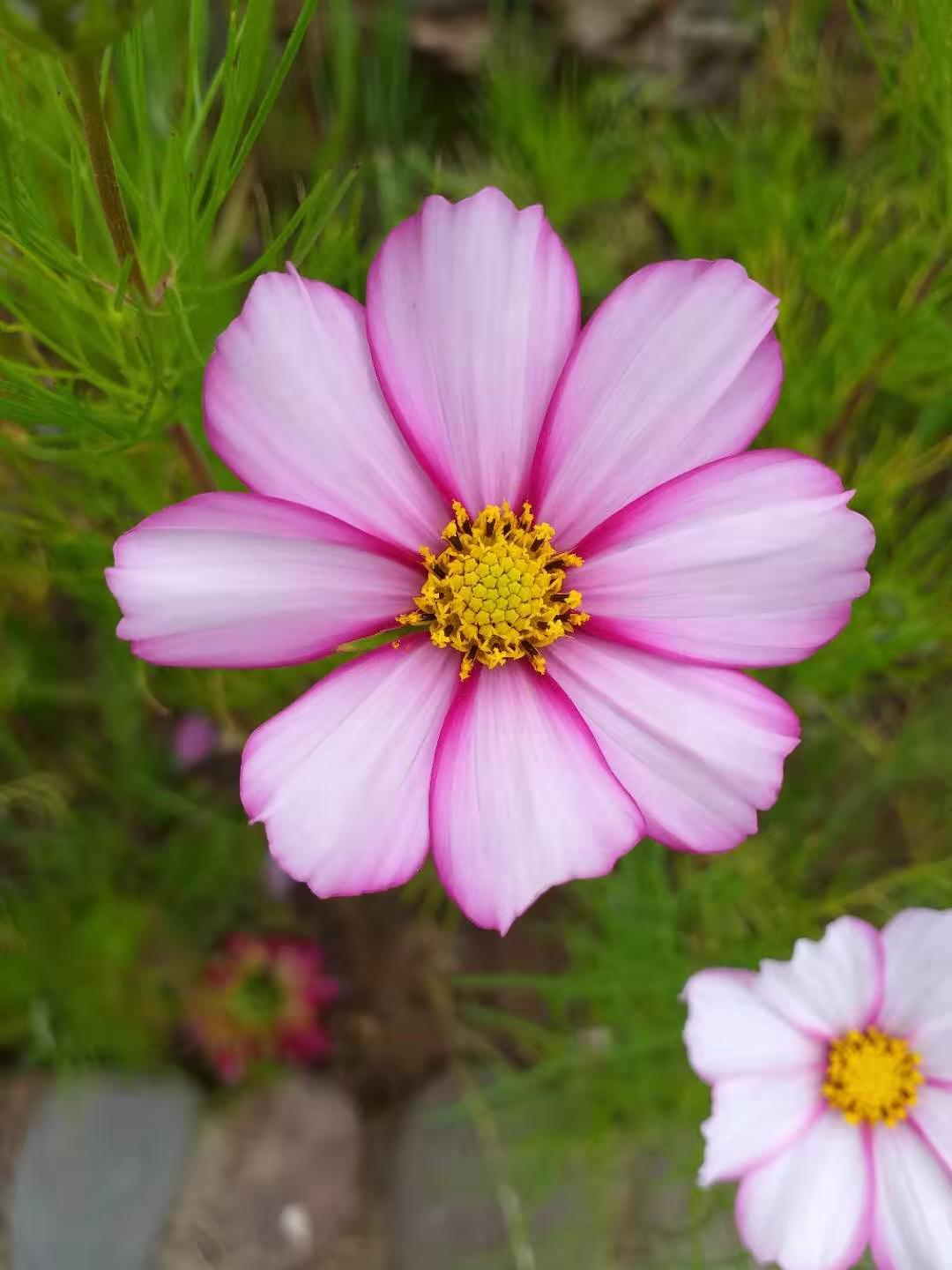
La Grande Vallée de Shangri-La, Yunnan, Chine.
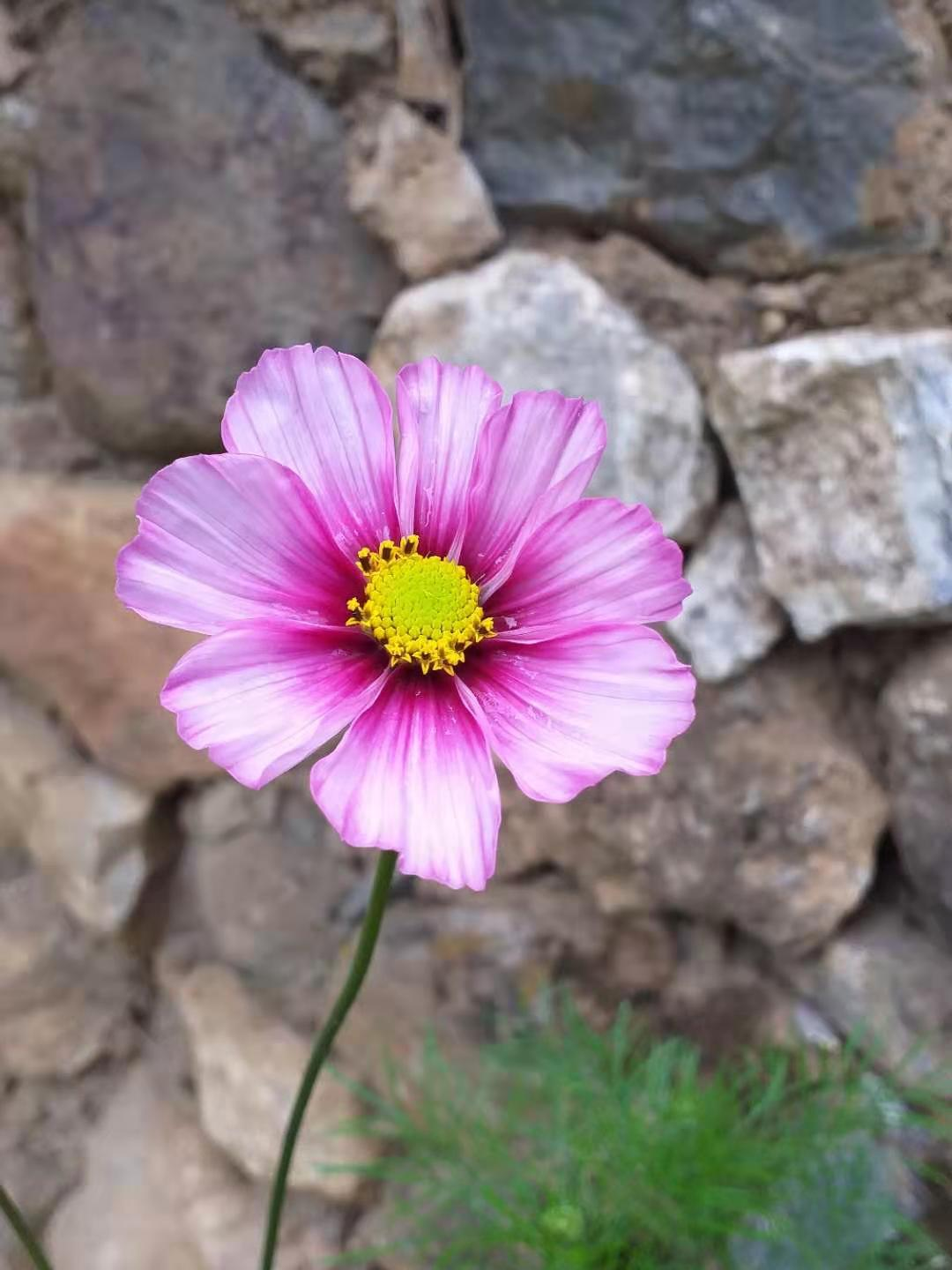
La Grande Vallée de Shangri-La, Yunnan, Chine.
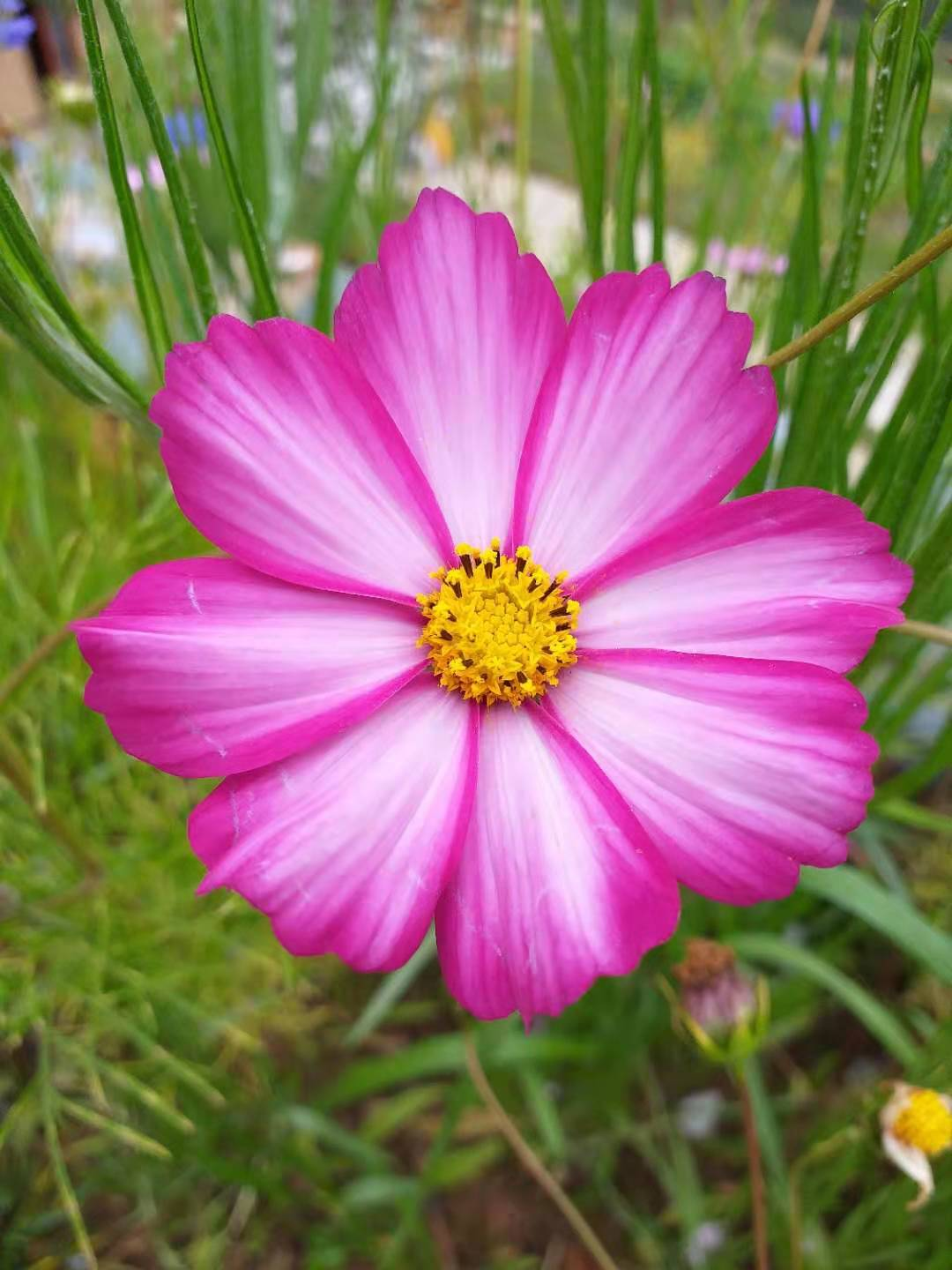
La Grande Vallée de Shangri-La, Yunnan, Chine.
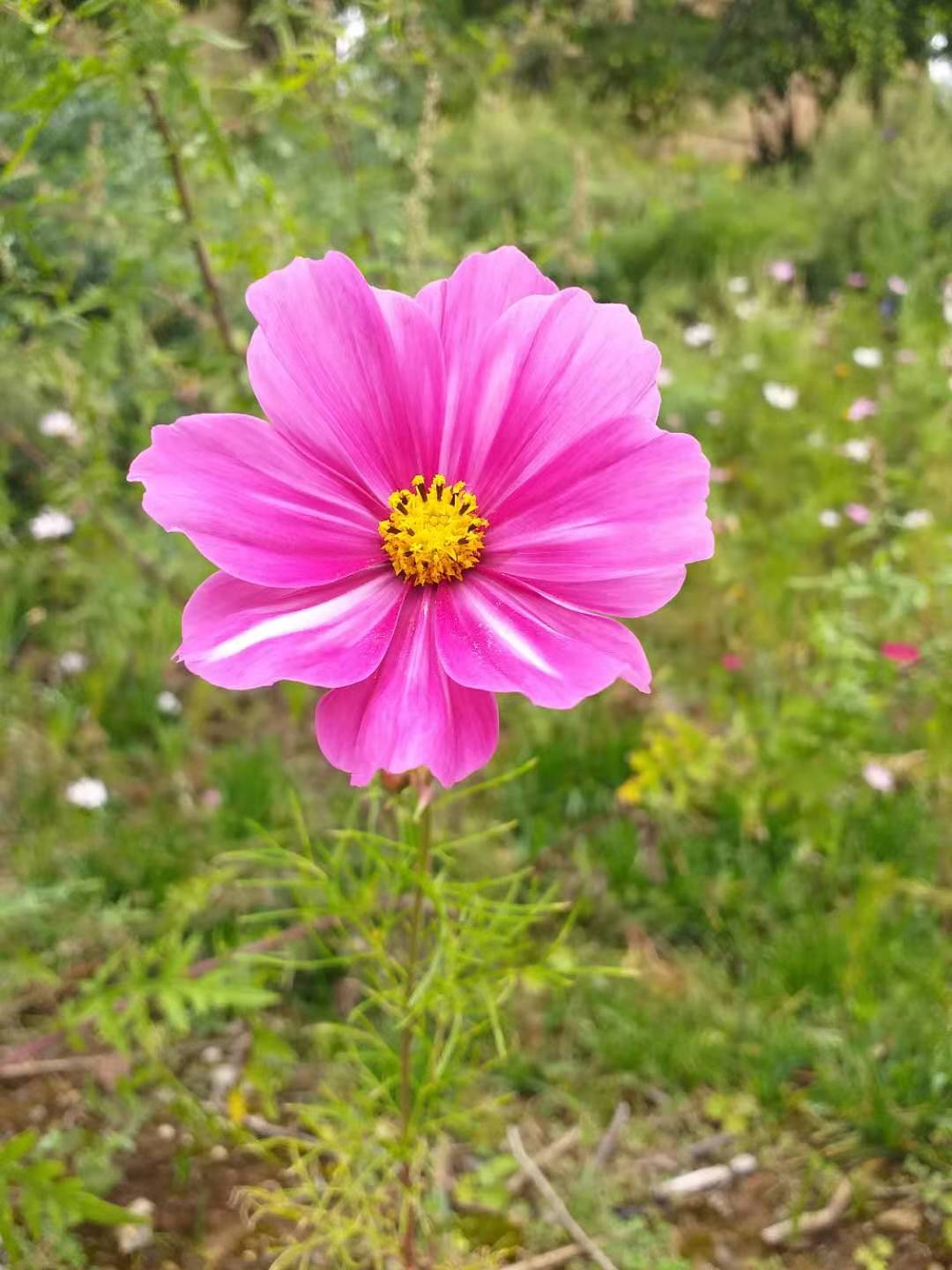
La Grande Vallée de Shangri-La, Yunnan, Chine.
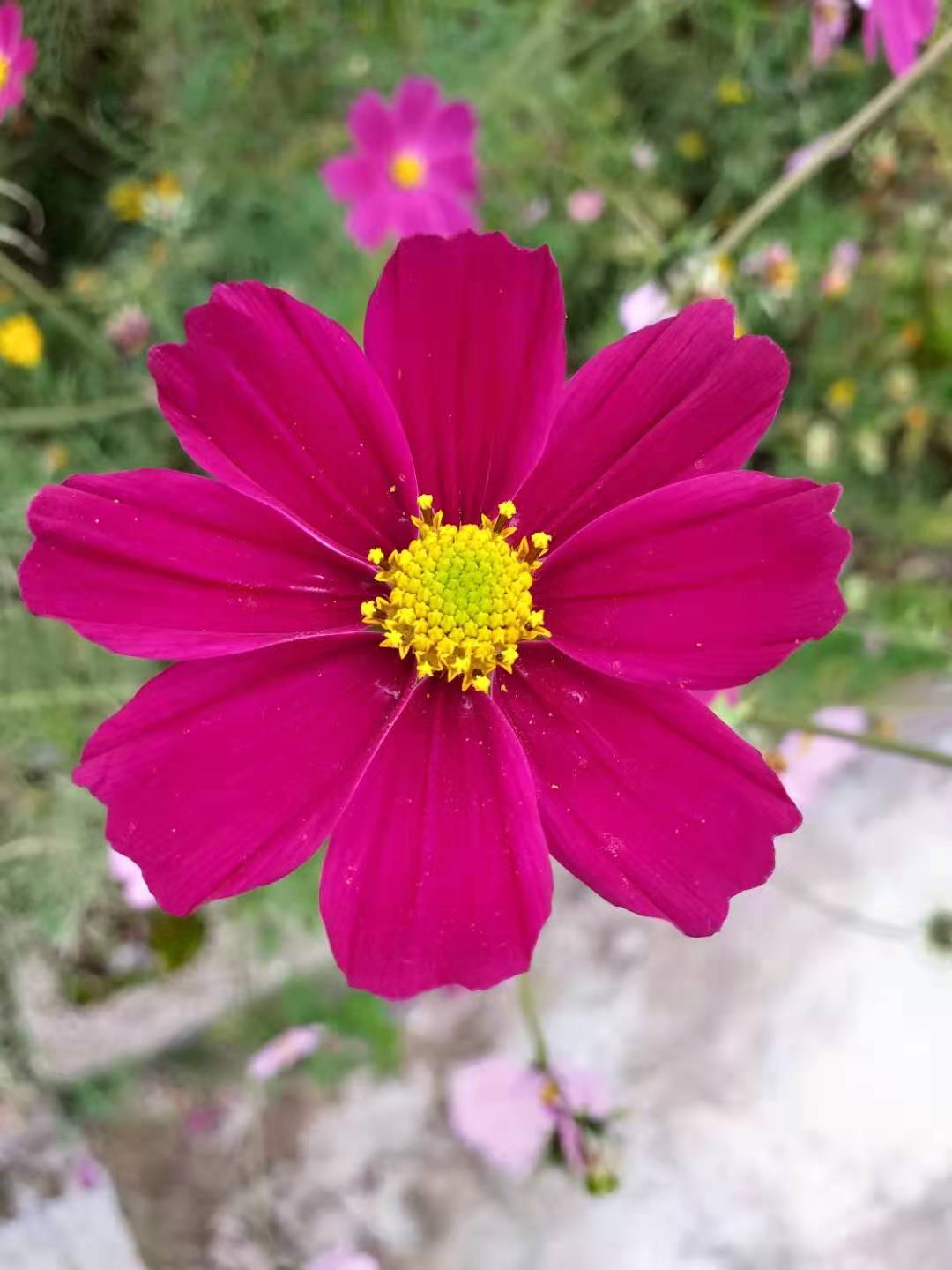
La Grande Vallée de Shangri-La, Yunnan, Chine.
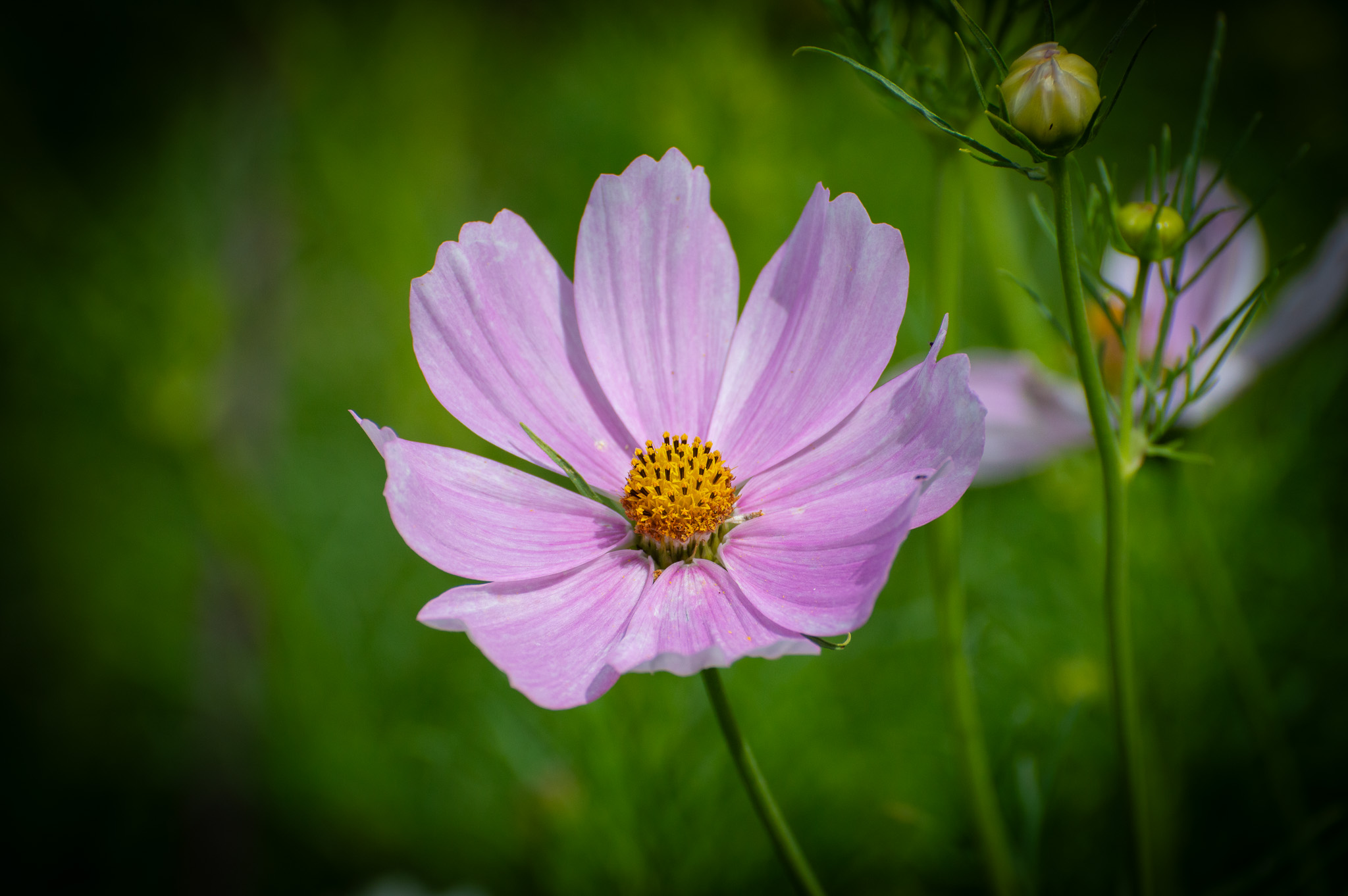
Écomusée d'Alsace, Ungersheim
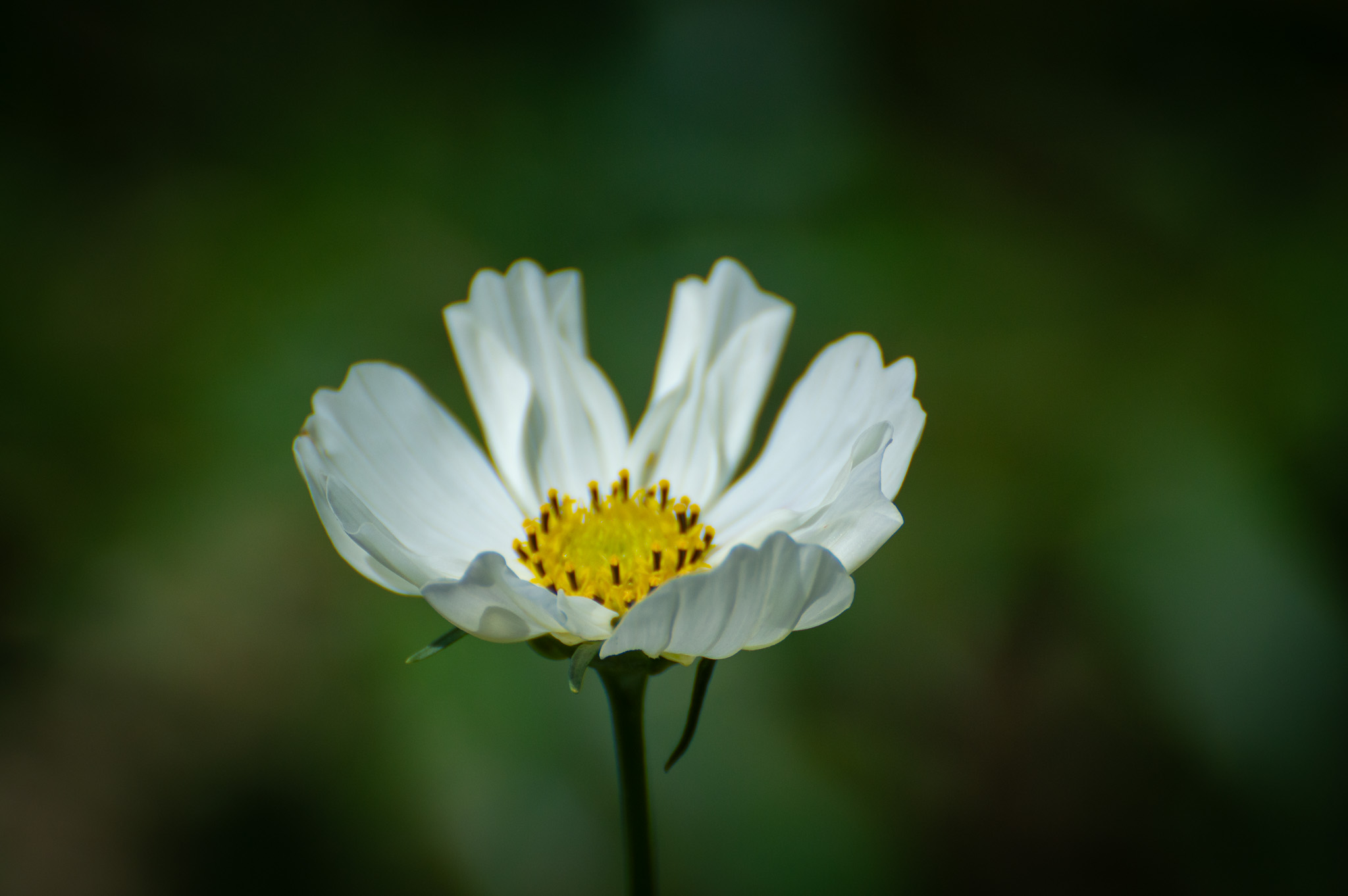
Écomusée d'Alsace, Ungersheim
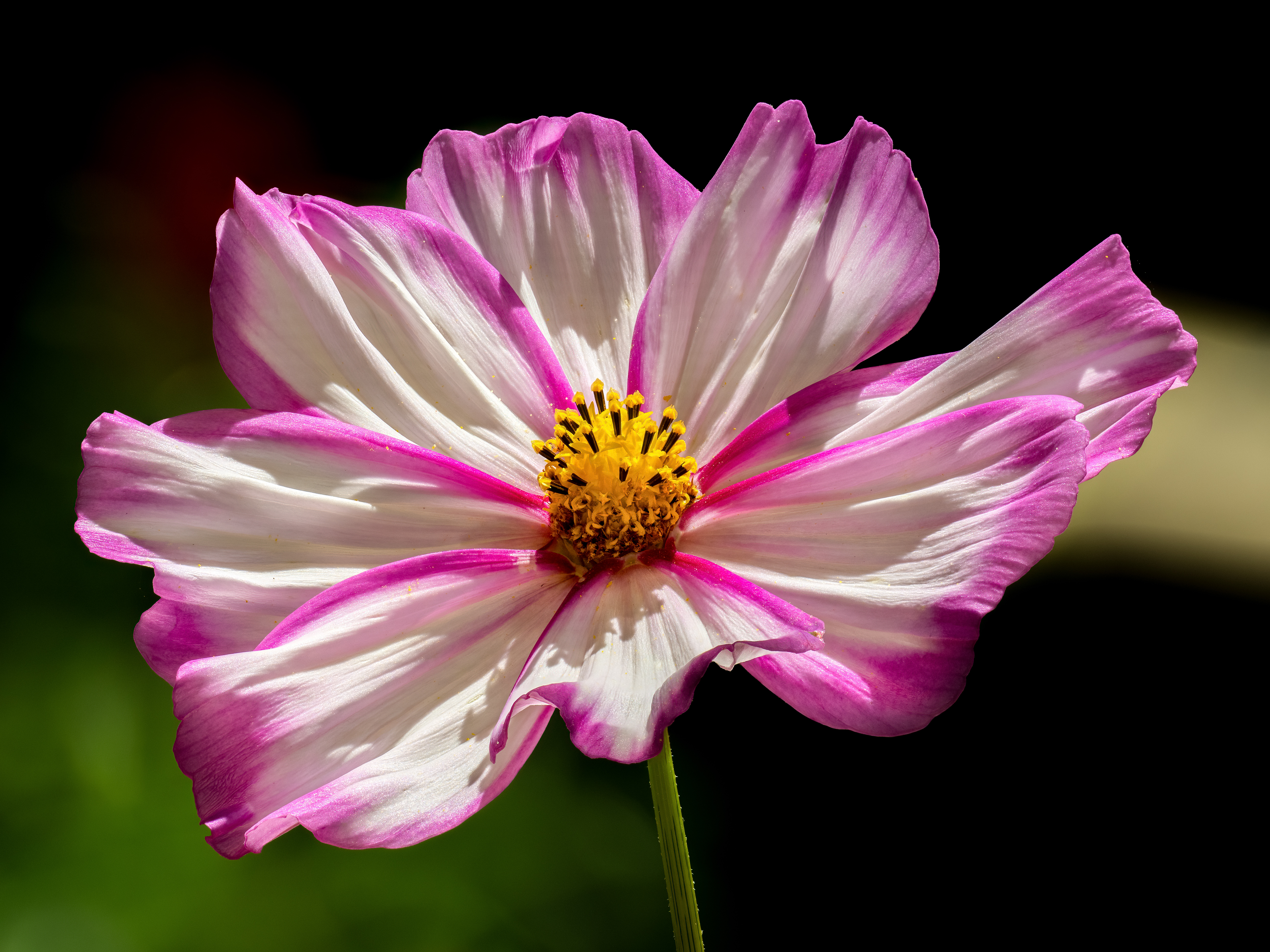
En Allemagne.